# Савушкина (река, Парамушир)
Савушкина — река в России на острове Парамушир, входящем в состав северной группы Большой гряды Курильских островов. Река впадает в Охотское море. Длина Савушкина — 12 км, площадь водосборного бассейна — 22,8 км².
Истоки Савушкина находятся у подножий горы Ветренная, река течёт в северо-восточном направлении до Второго Курильского пролива.
В районе устья интенсивность ската характеризуется как слабая. В период с мая по июнь температура воды изменяется в пределах от 2 до 6 градусов цельсия.
В 2018 году на реке Савушкина, на 7 км севернее города Северо-Курильск, открыт лососевый рыбоводный завод. Завод принадлежит компании «Азимут». Лососей выпускают в реку Савушкина на острове Парамушир и в реку Весеннюю на соседнем острове Шумшу, примерно по 200 тыс. мальков в год.

## Данные водного реестра
По данным государственного водного реестра России относится к Амурскому бассейновому округу. Речной бассейн — бассейны рек острова Сахалин. Водохозяйственный участок — Курильские острова.
Код водного объекта 20050000312118300010386.